# Риналдо да Сиена
Ринàлдо да Сиèна (на италиански: Rinaldo da Siena; 13 век) е италиански художник от Сиенската школа, представител на италианското Дуеченто, творил в Сиена между 1260 и 1281 г. приблизително.

## Биография
В архивните документи името „Риналдо“ се среща на няколко пъти от 1274 до 1281 г. Запазен е документ от февруари 1274 г., според който община Сан Джиминяно е платила 4 лири на "Rinaldus pittor de Senis" („художника Риналдо от Сиена") за фреска от външната страна на храма, обърната към главния площад. От 1277, 1278 и 1281 г. са запазени документални свидетелства, че Комуна Сиена и Съветът на петнадесетте многократно са нареждали на Риналдо да направи таволети - боядисани дървени корици за счетоводните книги на главния финансов отдел на Сиена - Бикерна. Една от тези творби с портрет на „Дон Бартоломео Алеси, братът от Сан Галгано“ се намира в Берлинската художествена галерия.

## Творчество
Всички известни днес произведения показват, че творчеството на Риналдо да Сиена се намира под влияние на водещите майстори от неговата епоха – Гуидо да Сиена, Копо ди Марковалдо и Чимабуе. То в известен смисъл е преходен стадий от следването на византийските образци към създаване на сиенската готика, която в най-чист вид е представена от произведенията на Дучо ди Буонинсеня и Симоне Мартини.
Кръгът от произведения, който сега се приписва на Риналдо да Сиена, по-рано се е приписвал на анонимен майстор, известен като „Майсторът на Кларисинките“ – име, което на свой ред произхожда от икона, изобразяваща „Мадоната и Христос на трона“ от Кларисинския манастир в Сиена. Новото приписване на авторство принадлежи на известния италиански изкуствовед Лучано Белози.

### Кавалетни произведения
Риналдо е съвременник на Гуидо да Сиена и работата му показва известно влияние на последния. Въпреки това, според повечето експерти, най-голямо влияние върху художника има творчеството на Копо ди Марковалдо и Чимабуе. Освен иконата от Клариснксия манастир в Сиена на него се приписва рисуван кръст от Градския музей на Сан Джиминяно, който се отличава с необичайна иконография: полуфигури на пророците са изобразени в краищата на десния и левия лъч на кръста, а гримасата върху лицето на Христос изглежда още по-страдателно отколкото върху кръста на Чимабуе от църквата „Св. Франциск“ в Арецо.
Към 1260-70 г. учените му приписват създаването на изображението „Мадоната с Младенеца и разпятието" от Лондонската национална галерия. В долната част на картината художникът изобразява Мадоната, държаща младенеца Христос, а отстрани - Благовещението, в горната част - Разпятието и ангели, тръбящи за настъпването на Деня на Страшния съд.
Триптих от Музея на князете Чарториски в Краков (Мадоната с Младенеца, Разпятие и Оплакване) преди това също се смятал за дело на Майстора на Кларисините и създаването му се е приписвало на 1290-те. След публикуването на работата на итлаианскип изкуствовед Лучано Белози датировката е преработена - сега се смята, че е рисувана през 1270-те г.
Един доста голям олтар (т. нар. dossale) от Колекцията на Крес (сега в Музей „Брукс“, Мемфис; 190х100 см) е създаден около 1285 г., 15 г. след иконата от Кларисинския манастир. На него художникът е изобразил Мадоната с Младенеца и четирима светци: отляво надясно Магдалена, архиепископ Савин (покровител на Сиена), Йоан Богослов и Маргарита Антиохийска. Сред сиенските антики са запазени само три олтарни образа с тази архаична форма, два от които са в Сиенската пинакотека.
Италианският учен Фердинандо Болоня приписва на Риналдо фреските, изобразяващи „Историята на Ной" и „Жертвоприношението на Исак" в Горната църква на Св. Франциск в Асизи. Стилът на тези фрески потвърждава техния сиенски произход. 

Друг голям проект, в който участва Риналдо, са стенописите на криптата на Сиенската катедрала, случайно открити през 2001 г. След опитите да припишат тези стенописи на който и да е художник, експертите са все по-склонни да вярват, че това произведение е колективна работа на сиенската работилница, в която участват Гуидо да Сиена, Детисалви ди Спеме, Риналдо да Сиена и вероятно взима участие младият Дучо ди Буонинсеня.
- Триптих „Мадоната с Младенеца“, „Разпятие“ и „Оплакване“, ок. 1270 г., Краковски музей
- „Мадоната с Младенеца и Разпятие“. ок. 1265 – 75 г., Национална галерия, Лондон
- Кръст на „Разпятие с пророци Исай и Йеремия“, ок. 1270 – 80 г., Сан Джиминяно, Пинакотека.
- „Мадоната с Младенеца и четири светци“, ок. 1285 г., Музей „Брукс“, Мемфис

### Книжна миниатюра
Риналдо се занимава и с книжна миниатюра. На него се приписват илюстрации в трактата „Публий Флавий Вегеций Ренат“, посветен на ветеринарството, който е поръчан от Пиеро Медичи и който сега се пази във Флорентинската библиотека „Медичеа Лауренциана“. Другият илюстриран ръкопис с миниатюри, който се свързва с името на Риналдо, е „Книга за управлението на князете“ на Еджидио Романо (Национална библиотека на Франция, Париж). Приписват му се и два листа от неизвестен „Градуал“, на един от които е изобразена „Буква G и Св. Франциск, приемащ стигмата“ (Колекция „Пол Гети“, Лос Анджелис), а на друг „Буква I и Св. Антоний Падуански“ (Частна колекция, Милано). За разлика от религиозните картини, предназначени за църквите, миниатюрите на художника демонстрират голяма изобретателност и свобода.
- Лист от трактата по ветеринарство. ок. 1278 г., Библиотека „Медичеа Лауренциана“, Флоренция.
- Миниатюра из трактата по ветеринарство, детайл. ок. 1278 г., Библиотека Медичеа Лауренциана, Флоренция.
- Миниатюра от трактата по ветеринария, детайл. ок. 1278 г., Библиотека „Медичеа Лауренциана“, Флоренция
- Лист из „Книга за управлението на князете“ Егидио Романо. ок. 1280 г., Национална библиотека, Париж.